# Língua masaba
Masaba, (lumasaaba) às vezes chamada de lugisu em um de seus dialetos, é uma língua bantu falada por aproximadamente 750,000 pessoas no leste de Uganda Uganda na região administrativa de Bugisu, fronteira com o Quênia. Essa língua é mutuamente inteligível com o bukusu, falado no oeste do Kenya. Seus falantes, antigamente conhecidos como bagisu, preferem ser chamados de bamasaba. Masaba é o nome local do Monte Elgon. 

## Outros nomes
Masaaba também é conhecido como Bagisu, Gisu, Kisu, Lugisu, Masaba ou Lumasaaba. Os dialetos incluem Gisu, Kisu, Syan, Tachoni, Dadiri e Buya.

## Pesquisas
Masaaba foi documentado pela primeira vez em 1899 por Charles William Hobley e Ernst Georg Ravenstein, que compilaram listas de palavras. Uma gramática da língua foi publicada em 1907 por Harry Hamilton Johnston. Partes do Livro de Oração Comum entre as Nações do Mundo foram traduzidas para Masaaba pelo Rev. William Arthur Crabtree em 1914.

## Gramática
Assim como outras línguas bantus, o masaba possui um grande número de prefixos usados como substantivos.  É bastante similar ao modo como o gênero gramatical é usado em muitas línguas germânicas e românicas, exceto pelo fato de que ao invés de dois ou três, há dezoito classes substantivas, a maioria deles apenas definidos geralmente. É uma língua tonal, e possui uma complexa morfologia verbal.

## Escrita
Masaba é atualmente escrito com uma ortografia do alfabeto latino criada em 1977. É ensinado nas escolas primárias, usado na literatura e na mídia, e apoiado pela Lumasaaba Language Academy. Não se usam as letras C, J, Q, E, X.. Usam-se as formas Fw, My, Ng, Ng, Ts, Tw.

## Fonologia

### Consonantes
|             | Bilabial | Bilabial | Labio- dental | Labio- dental | Alveolar | Alveolar | Palatal | Palatal | Velar | Velar |
| ----------- | -------- | -------- | ------------- | ------------- | -------- | -------- | ------- | ------- | ----- | ----- |
| Plosiva     | p        | b        |               |               | t        | d        |         |         | k     | g     |
| Nasal       | m        | m        |               |               | n        | n        |         |         | ŋ     | ŋ     |
| Fricativas  |          | β        | f             |               | s        | z        |         |         |       |       |
| Aproximante |          |          |               |               |          |          | j       | j       |       |       |
| Lateral     |          |          |               |               | l        | l        |         |         |       |       |

### Vogais
O masaba possui cinco vogais /i, e, a, o, u/.

## Amostra de texto
Pai nosso
PAPA wefwe ali mu igulu, Lisinalyo likosewe. Bubwakabakabwo bwitse. Byogana babikole mu kyalo, nga nibabikola mu igulu. Ukuhe kya lero biryo byefwe bya kifuku, Ukuyakire kukwonaga kwefwe, ngefwe bwekubayakira bakwonaga. Ukakuhira mu bukongeresi, ne ukuhonese mu bubi. Kubanga bubwakabaka, ni bunyala, ni kitifwa, nibyo byowo, biro ni biro. Amina.
Português
Pai Nosso que estais no céu,
santificado seja o teu nome,
venha o teu reino,
seja feita a tua vontade,
na terra como no céu.
O pão nosso de cada dia nos dai hoje.
E perdoa-nos as nossas ofensas,
como nós perdoamos aqueles
que nos ofendem.
E não nos deixeis cair em tentação,
mas livrai-nos do mal.
Pois teu é o reino,
e o poder, e a glória,
Para sempre e sempre. Amen.

## Referencias
- Brown, Gillian (1972) Phonological Rules and Dialectal Variation: A study of the phonology of Lumasaaba ISBN 0-521-08485-7